# Javier Benítez
Javier Benítez Pomares (Canals, 3 januari 1979) is een Spaans wielrenner.

## Belangrijkste overwinningen
2006
- 2e etappe GP CTT Correios de Portugal
- 4e etappe GP CTT Correios de Portugal
- 2e etappe Troféu Joaquim Agostinho
- 2e etappe Ronde van Extremadura
- 4e etappe deel B Ronde van Extremadura
- 5e etappe Ronde Extremadura

2007
- 1e etappe Ronde van district Santarém
- 2e etappe Ronde van Alentejo
- 3e etappe deel a Ronde van Alentejo

## Resultaten in voornaamste wedstrijden
| Jaar | Ronde van Italië | Ronde van Frankrijk | Ronde van Spanje |
| ---- | ---------------- | ------------------- | ---------------- |
| 2009 |                  |                     | 116e             |

Azevedo · Benítez · Castanheira · Costa · Lavarinhas · Lopes · Miranda · Ortega · Pecharroman · Petrov · Pradera · Ribeiro · Sancho · Silva
Antunes · Azevedo · Barbosa · Benítez · Castanheira · M. Costa · R. Costa · Lopes · Mendes · Miranda · Petrov · Pinto · Plaza · Pradera · B. Sancho · H. Sancho